# Cilindro de Wehnelt
Um cilindro de Wehnelt é um eletrodo na montagem de canhões de elétrons de alguns dispositivos termoiônicos, usados para focar-se e controlar o feixe de elétrons. É nomeado em honra a Arthur Rudolph Berthold Wehnelt, um físico alemão, que o inventou durante os anos 1902 e 1903. Um cilindro de Wehnelt é também conhecido como uma cobertura ou escudo de grade  (grid cap), e desempenha o papel de uma grade de controle. Isto é obtido propiciando uma voltagem levemente negativa relativa ao cátodo (usualmente um cátodo quente). Tem a forma de um tambor oco sem o lado superior (orientado para o cátodo) e um furo no centro do seu lado inferior (através do qual o feixe de elétrons escapa focado para o ânodo).
Cilindros de Wehnelt são encontrados nos canhões de elétrons de tubos de raios catódicos e microscópios eletrônicos, e em outras aplicações onde um feixe de elétrons fino e bem focalizado é exigido.

## Desenvolvimentos
Tem sido medidas as performances de canhões de elétrons com um cilindro Wehnelt de forma reentrante simplificada. Sendo a profundidade do escudo aumentada, a corrente por ângulo de unidade sólida do feixe emergente torna-se elevada, enquanto a densidade de corrente por ângulo de unidade sólida é diminuída gradualmente. Consequentemente, o escudo do cilindro de Wehnelt de forma reentrante é recomendável para um microscópio eletrônico simples e sem sistema de lentes do condensador, mas esse tipo de blindagem não é preferível à blindagem plana simples em um microscópio eletrônico comum com um sistema de lentes do condensador.
A distribuição de energia de potencial de feixes de elétrons oriundos de cátodos incandescentes com um cilindro de Wehnelt foi estudada para feixes de pequenas divergências angulares para eliminar o aparente aumento da amplitude de energia, sendo a corrente de feixe alterada pela variação da tensão com viés negativo na temperatura de cátodo fixo. Para cátodo de tungstênio, a amplitude de energia varia acima do corte da tensão. Ela mostrou-se aumentar com a diminuição do potencial, atingindo um máximo e diminuindo em seguida. Quando a imagem da ponta do cátodo é focada na abertura de entrada do analisador, a amplitude diminuiu. Estes resultados podem ser interpretados pelo efeito de filtragem do potencial de polarização e a mudança do tamanho efetivo da fonte de elétrons, que é causada pela alteração da tensão de polarização.